# ピギーバック衛星
ピギーバック衛星（ピギーバックえいせい）とは大型ロケットの打ち上げ余剰能力を活用して、主衛星とともに打ち上げられる人工衛星の事である。「ピギーバックペイロード」、「相乗り衛星」とも呼ばれる。
単独で衛星を打ち上げるよりも、費用が安くすむことが利点である。

## 概要
大型ロケットを保有している機関において、ピギーバック衛星の打ち上げが行われている。
日本では主にH-IIAロケットによって打ち上げられており、最大で4機搭載可能である。また、寸法は縦・横・高さともに50cmで、質量は50kg以下が原則である。
なお、H-II/H-IIAなどの近年の大型ロケットでは、上下2分割型のフェアリングなどを用いて衛星2機の同時打上げなどを行うことがあるが、これらはメインの衛星が2機載っているという形態の打上げであり、このケースはピギーバック衛星とは呼ばれない（例:H-II 6号機のTRMM及びきく7号など）。

## 比較
|              | 大型衛星          | ピギーバック衛星                                               |
| ------------ | ----------------- | -------------------------------------------------------------- |
| 打ち上げ費用 | 40-100億円        | 数百万円/kg (JAXAでは営利以外の利用に限り無料のサービスもある) |
| 開発コスト   | 数百億円          | 1-2億円                                                        |
| 重量・大きさ | 数トン・長辺で数m | およそ100kg以下・一辺数十cm                                    |
| 開発期間     | 5年程度           | 1-2年                                                          |
| 使用部品     | 宇宙専用          | 民生品                                                         |

## 分類
本衛星の動作形態によって主に3つの方式に大別できる。
1. センサ搭載型
2. データ受信型
3. 光源搭載型

1.のセンサ搭載型では地球観測用のセンサで観測を行い、そのデータを地上に送信する。観測センサや送信機とアンテナが必要となり、地上ではそれを受信する地上局が必要となる。大型の地球観測衛星での観測に比べれば位置や観測精度において劣るが、森林、農作物、赤潮、山火事、海底油田といった広域を観測対象とする用途が存在する。
2.のデータ受信型ではセンサは持たずに、地上や海上のセンサからのデータを受信して地上局へと再送信を行なう。受信機と送信機、アンテナが必要となり、地上局が必要となる。野生動物や家畜の個体位置追跡、海流、海水温などの用途が存在する。
3.の光源搭載型ではセンサは持たずに光源から光線だけを発射する。光線を地上で受けその減衰量を測定することで地球大気を観測する。CO2濃度測定などの用途が存在する。

## 打ち上げ
衛星本体の打ち上げは、ピギーバック衛星の名前の通り従来型衛星におんぶされるように、打ち上げロケットのペイロードの余剰空間・余剰重量を利用して相乗りによって所定の衛星軌道まで運ばれる。

### 日程
従来型の大型衛星の打ち上げ日程が優先され、ピギーバック衛星の側はこれに合わせる必要がある。

### 軌道
大型衛星の軌道が優先され、ピギーバック衛星は当初はほとんど同じ軌道に投入される。大型衛星はスラスタにより、楕円軌道の遠地点で軌道変更して円軌道に遷移したりするが、ピギーバック衛星のほとんどは軌道変更用のスラスタを持たず、そのままの軌道を飛び続ける。楕円軌道での近地点が希薄大気の影響を受けるような場合は、遠からず軌道が下がり地球大気圏に飛び込んでしまい寿命は短くなる。

## 製造者と使用者
衛星本体の製造者は、従来型衛星では世界的にもそれほど多くはなく、国家機関の軍事・科学部門とごく限られた専門的な企業が主たる製造を行なっている。ピギーバック衛星の製造者はそれより幅広く、電気通信に関する産業分野の中で人工衛星技術の習得に意欲を持つ企業が、企業規模の大小を問わず製造に主体的に関与するようになっている。
衛星の使用者も、従来型衛星では国家が軍事目的や科学研究、地球規模でのインフラ整備の目的で所有・使用したり、民間企業が通信と放送の目的や地表面の画像情報の外販を目的として使用しているのに対して、ピギーバック衛星の使用者は自社での使用や個別の科学研究でも宇宙研究以外の分野の者が使用するなど、それまでは従来型衛星の主たる使用者からの2次情報を得ていた立場の者や、2次情報すら得られなかった者が衛星を直接使用できるようになっている。

## 使用部品
ピギーバック衛星の特徴の1つは、衛星に使用されている部品が従来の宇宙用のものと異なる点である。
従来の宇宙機用部品は、温度変化や真空、放射線に耐えるだけの性能と品質、信頼性が求められ、宇宙空間での使用を前提に製造され試験と選別を経た物だけが使用されている。これらの部品では、ごく僅かな出荷数量に対して特別な製造と特殊な試験、品質管理を求められる事による高価格となって現れ、同等の民生用部品に比べて数千倍から数万倍もの価格差となることもある。また、デジタル回路のような技術向上が早い電子部品では、高性能品が登場するたびに時間とコストの掛かる試験を繰り返すようなことはあまり行なわれずに、宇宙機用の電子装置は民生用に比べて2-3世代遅れた低性能なまま使い続けられることが多い。
ピギーバック衛星では部品に民生品を試験/評価して使用することで価格の低廉化と同時に最新の電子部品による高性能、軽量小型、低消費電力を実現出来る。また、従来型の大型衛星に比べると、宇宙空間で装置が動作せずに失敗する可能性の許容度が大きく、むしろ、衛星の価格を抑えることで失敗時のリスクを最小化しながら、必要ならば数多くを宇宙に投入することで信頼性の不備をカバーすることを選んでいるともいえる。

## 技術的障壁

### 真空
真空空間では筐体内に不用意に閉鎖空間を作ると、宇宙に上がってから膨張によって破裂する。このような技術的な注意や困難さが地上での製品とは異なって発生する。
放熱
対流が起きない真空中では、放熱は構造体への伝導と宇宙への赤外線放射によって行なわれる。

### 温度差
太陽光を受ける側と影の側での温度差が生じるので、伝導による放熱や遮蔽だけでなく膨張と収縮を考慮した設計が求められる。

### 放射線
放射線による影響は主に半導体素子に現れる。
Total dose
放射線によって性能が劣化する。
Single event upset
データが反転する。
Single event latch-up
過電流が生じる。

## 打ち上げ実績例
1986年8月13日（H-Iロケット・試験機1号機）
（メイン）測地実験衛星「あじさい」(EGS)
アマチュア衛星 (JAS-1) 「ふじ」（50kg, 日本アマチュア無線連盟）
磁気軸受フライホイール実験装置 (MABES)
1990年2月7日（H-Iロケット・6号機）
（メイン）海洋観測衛星1号‐b(MOS-1b)「もも1号‐b」
アマチュア衛星1号-b (JAS-1b) 「ふじ2号」（50kg, 日本アマチュア無線連盟）
伸展展開機能実験ペイロード (DEBUT)
1996年8月17日（H-IIロケット・4号機）
（メイン）地球観測プラットフォーム技術衛星「みどり」(ADEOS)
アマチュア衛星3号 (JAS-2) 「ふじ3号」（50kg, 日本アマチュア無線連盟）
2002年2月4日（H-IIAロケット・試験機2号機）
（メイン）民生部品・コンポーネント実証衛星「つばさ (人工衛星)」(MDS-1)
高速再突入実験機 (DASH)---失敗
ロケット性能確認用ペイロード3型(VEP-3)
2002年12月14日（H-IIAロケット・4号機）
（メイン）環境観測技術衛星II型「みどり2号」(ADEOS-II)
豪州小型衛星 (FedSat)
マイクロラブサット (μ-LabSat)（54kg, JAXA）
鯨生態観測衛星（50kg, 千葉工大、橋本企画工業）
2005年8月24日（ドニエプルロケット）
（メイン）光衛星間通信実験衛星 (OICETS) 「きらり」
小型科学衛星 (INDEX) 「れいめい」（60kg, JAXA）
2006年9月23日（M-Vロケット7号機）
（メイン）太陽観測衛星「ひので」(SOLAR-B)
HIT-SAT（ヒットサット、HITSat-OSCAR 59(HO-59)）（2.7kg, 北海道工大）
2009年1月23日（H-IIAロケット・15号機）
（メイン）温室効果ガス観測技術衛星「いぶき」
小型実証衛星1型 (SDS-1)（100kg, JAXA）
まいど1号(SOHLA-1)（50kg, 東大阪宇宙開発協同組合、阪大、大阪府立大、龍谷大学）
観測衛星 雷神 (SPRITE-SAT)（45kg, 東北大）
かがやき（28kg, ソラン）
PRISM(ひとみ)（8kg, 東大）
STARS（8kg, 香川大）
KKS-1（3kg, 航空高専）
2010年5月21日（H-IIAロケット・17号機）
（メイン）あかつき (PLANET-C)
IKAROS（310kg, JAXA）
しんえん (UNITEC-1)（20kg, 大学宇宙工学コンソーシアム）
WASEDA-SAT2（1.15kg, 早稲田大学）
ハヤト (KSAT)（1.4kg, 鹿児島大学）
Negai☆″（1kg, 創価大学）
2012年5月18日（H-IIAロケット・21号機）
（メイン）しずく（GCOM-W1）
アリラン3号（KOMPSAT-3）(約1,000kg, 韓国航空宇宙研究院(KARI))
小型実証衛星4型（SDS-4）（48kg, JAXA）
鳳龍弐号（7.1kg, 九州工業大学）
2014年2月28日（H-IIAロケット・23号機）
（メイン）全球降水観測計画主衛星（GPM主衛星）
ぎんれい (ShindaiSat) (32.9kg, 信州大学)
STARS-II（GENNAI）（21.5kg, 香川大学）
TeikyoSat-3（約 20kg, 帝京大学）
ITF-1結 (ゆい)（1.3kg, 筑波大学）
OPUSAT（1.5kg, 大阪府立大学）
INVADER（1.8kg, 多摩美術大学、東京大学）
KSAT2ハヤトII（1.68kg, 鹿児島大学）
2014年5月24日（H-IIAロケット・24号機）
（メイン）だいち2号 (ALOS-2)
SPROUT (6.7kg, 日本大学)
雷神2（43kg, 東北大学）
UNIFORM-1（50kg, 和歌山大学）
SOCRATES（48kg, エイ・イー・エス）
2014年12月3日（H-IIAロケット・26号機）
（メイン）はやぶさ2 (Hayabusa2)
しんえん2 (約17.8kg, 九州工業大学)
ARTSAT2-DESPATCH（約32kg, 多摩美術大学）
PROCYON（約65kg, 東京大学）

## その他
キューブサット
重量が数kg級のもので小さな立方体形状の衛星は特に「キューブサット」と呼ばれる。
法規制
日本ではJAXA以外の者が10kmを越える高度に物を打ち上げることは許されていない。
デブリ
小型の衛星が半ば無秩序に打ち上げられると、スペースデブリの発生を招くとして危惧する意見がある。
電波の周波数
宇宙空間から電波を地上に送信する衛星では、無関係な国に電波障害を起こさないように国際間での調整が必要になり、それは宇宙空間での人工衛星同士や地上局からの電波送信が他国の衛星に影響を及ぼさないようにすることも同様に求められる。遅くとも、打ち上げの2年前からITUに申請することが求められる。